# Plataforma Tipo 4
La plataforma Tipo Quattro  (Tipo Cuatro, Tipo 4 o Type Four) fue una plataforma de tracción delantera desarrollada conjuntamente en las décadas de 1980 y 1990 y compartida por Saab 9000, Fiat Croma, Lancia Thema y Alfa Romeo 164. La plataforma, que finalmente estuvo en producción durante catorce años, fue la quinta y más grande de las plataformas Tipo de Fiat, una secuencia de numeración que comenzaba con cero, de ahí "cuatro" (el cuatro no se refiere a su uso por parte de cuatro fabricantes de automóviles).

## Historia
La plataforma surgió como resultado de un acuerdo entre los cuatro fabricantes de automóviles en octubre de 1978 para reducir los costes de desarrollo de las nuevas berlinas de gama alta, aunque pasarían entre seis y nueve años antes de su lanzamiento. Contaba con tracción delantera, con opción de tracción a las cuatro ruedas, y utilizaba una suspensión independiente MacPherson en las cuatro ruedas, excepto en el Saab.
Las versiones Saab y Lancia fueron los primeros coches en lanzarse en 1984, seguidas por el debut de Fiat un año después, y la gama se completó en 1987 con la llegada del Alfa Romeo.
La disposición técnico-mecánica utilizada fue de motor transversal y tracción delantera con opción a tracción total y se utilizó suspensión independiente MacPherson en todas las ruedas, excepto en el Saab.
El Fiat y el Lancia se parecían mucho al Saab, pero el Alfa Romeo solo compartía el chasis. La distancia entre ejes es de 2,67 m (105 pulgadas) en todos los modelos. El Saab y el Fiat se lanzaron como hatchbacks de cinco puertas, mientras que el Alfa Romeo y el Lancia se vendieron como berlinas de cuatro puertas. Lancia añadió el único familiar Type Four en 1986 y Saab finalmente añadió una versión berlina del 9000 en 1988.
Debido a su similitud, numerosas piezas son intercambiables entre marcas, por ejemplo, el parabrisas del Croma y el 9000; los retrovisores laterales del 9000 y el Thema. Para adaptarse a su desarrollo compartido, la llave de contacto del Saab 9000 se situó en la columna de dirección en lugar de entre los asientos delanteros, como es habitual en otros modelos Saab. El Alfa Romeo cuenta con una suspensión delantera exclusiva y modificaciones en el chasis. El Saab tiene una suspensión trasera de eje de viga, en lugar de la suspensión independiente MacPherson de los otros modelos. El frontal del Saab varía considerablemente de los modelos italianos debido a la notable mejora en la protección contra colisiones.
Los cuatro coches eran esencialmente muy similares entre sí, con muchas piezas y componentes no estructurales compartidos o intercambiables, independientemente de la marca. Por ejemplo, el parabrisas del Croma también podía utilizarse en el 9000. El Alfa Romeo se diferenciaba significativamente de los demás coches, ya que contaba con una suspensión delantera con geometría y montajes diferentes, y también presentaba algunas modificaciones en el chasis, especialmente en los marcos de las puertas traseras. El Saab, por otro lado, se diferenciaba de los demás porque tenía una suspensión trasera de eje rígido, en lugar del sistema MacPherson presente en todos los demás modelos. Además, el frontal del Saab era radicalmente diferente al de los otros tres coches italianos, debido al diseño distinto que los ingenieros de Saab realizaron en el frontal para mejorar la protección y la absorción de impactos.

El Thema fue el primero de los modelos Tipo Cuatro en ser reemplazado, al ser reemplazado por el Kappa en 1994, que utilizaba una nueva plataforma Tipo E  que también dio origen al sucesor del 164, el Alfa Romeo 166, en 1996. Fiat dejó de fabricar el Croma en 1996 sin un reemplazo inmediato. El 9000 fue reemplazado en 1997 por el 9-5 de 1998, basado en la plataforma GM2900 derivada de Opel, también compartida con sus hermanos 900 y 9-3. El Alfa Romeo 164 fue reemplazado por el 166 en 1998, lo que marcó el fin de la plataforma Tipo Cuatro después de 14 años.

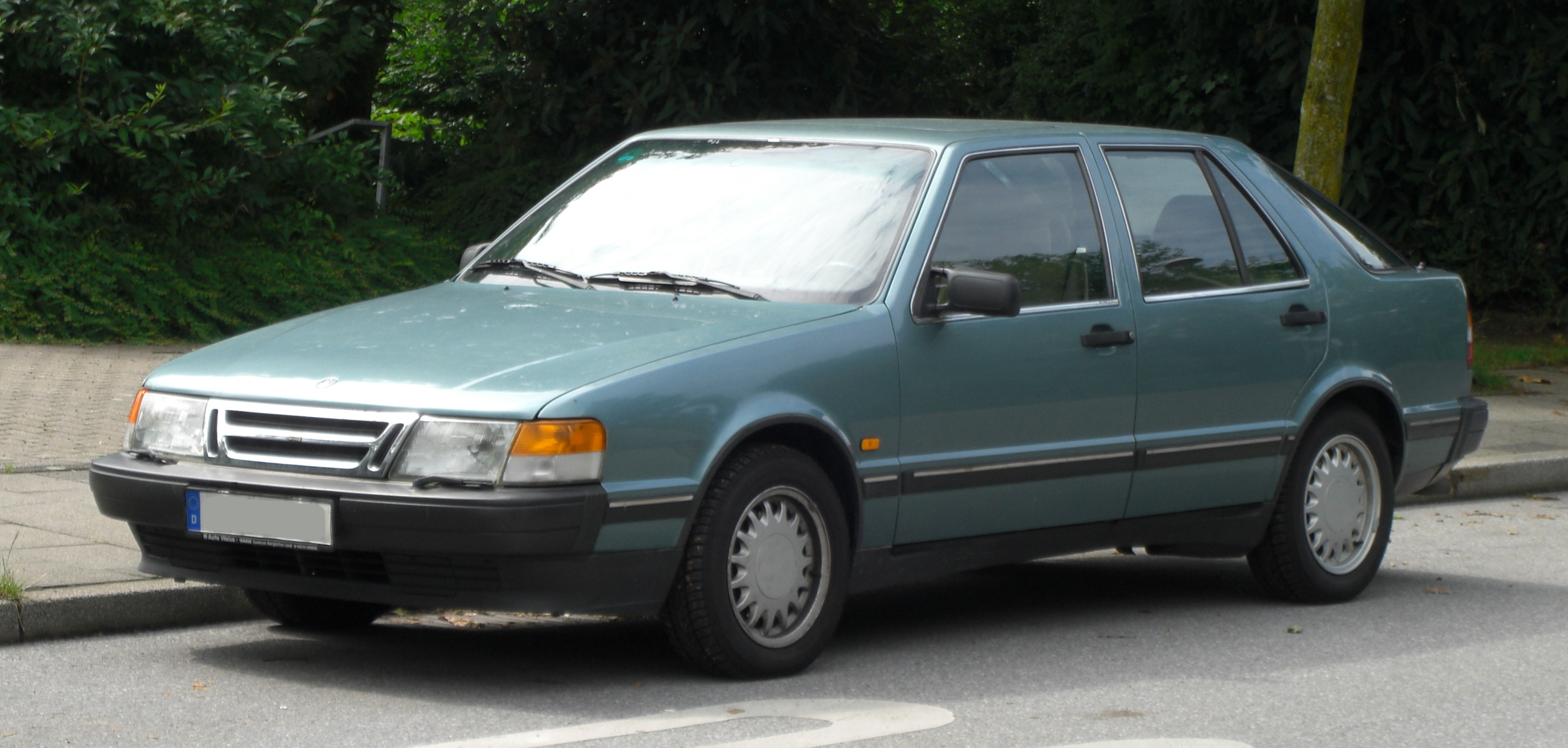
Saab 9000 (1984-1998)
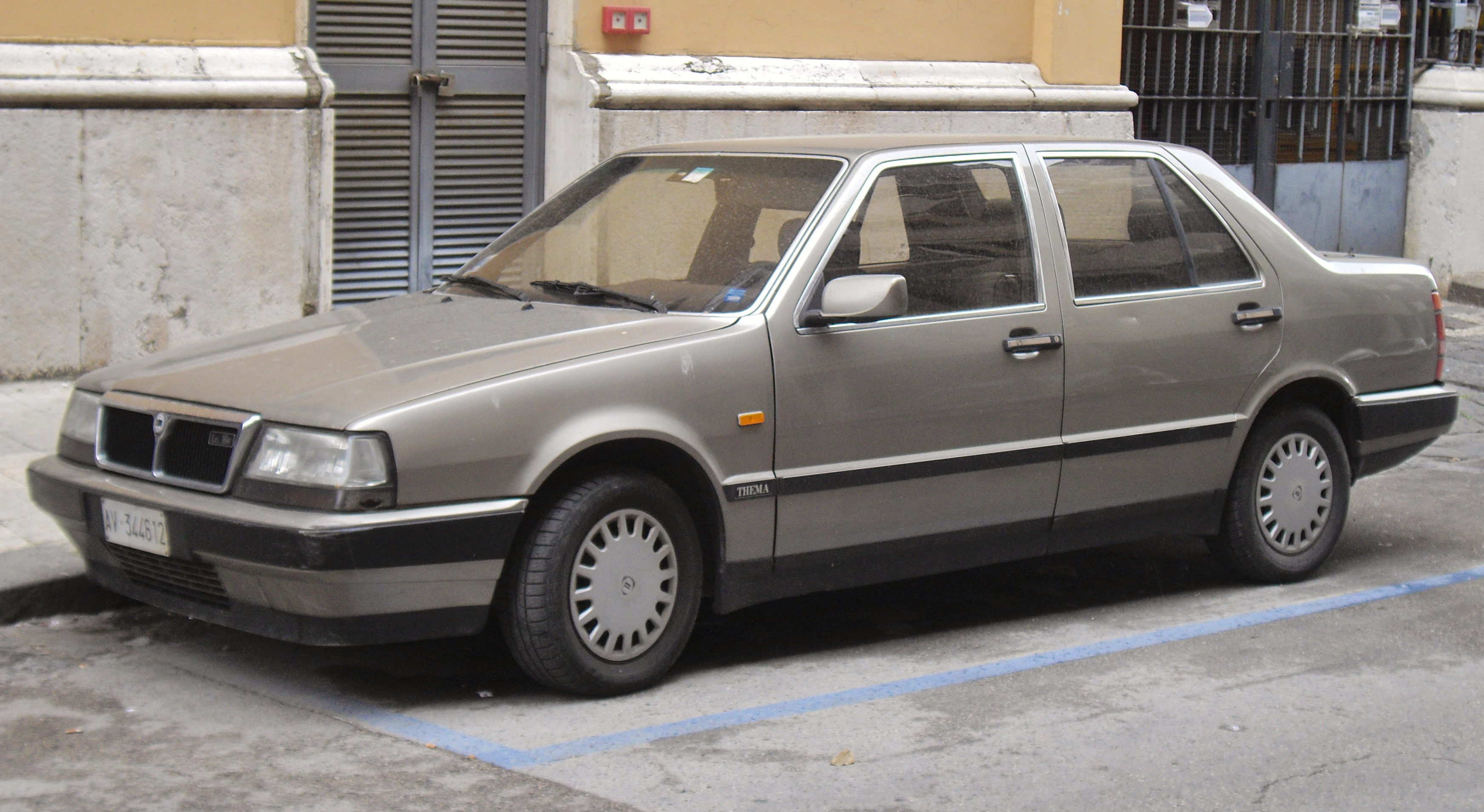
Lancia Thema (1984-1994)
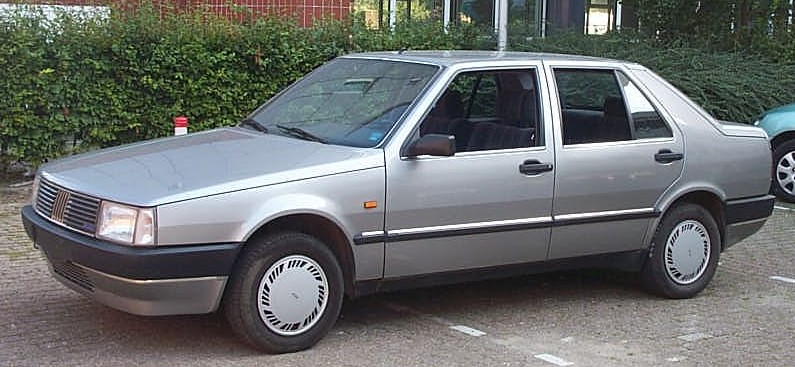
Fiat Croma (1985-1996)
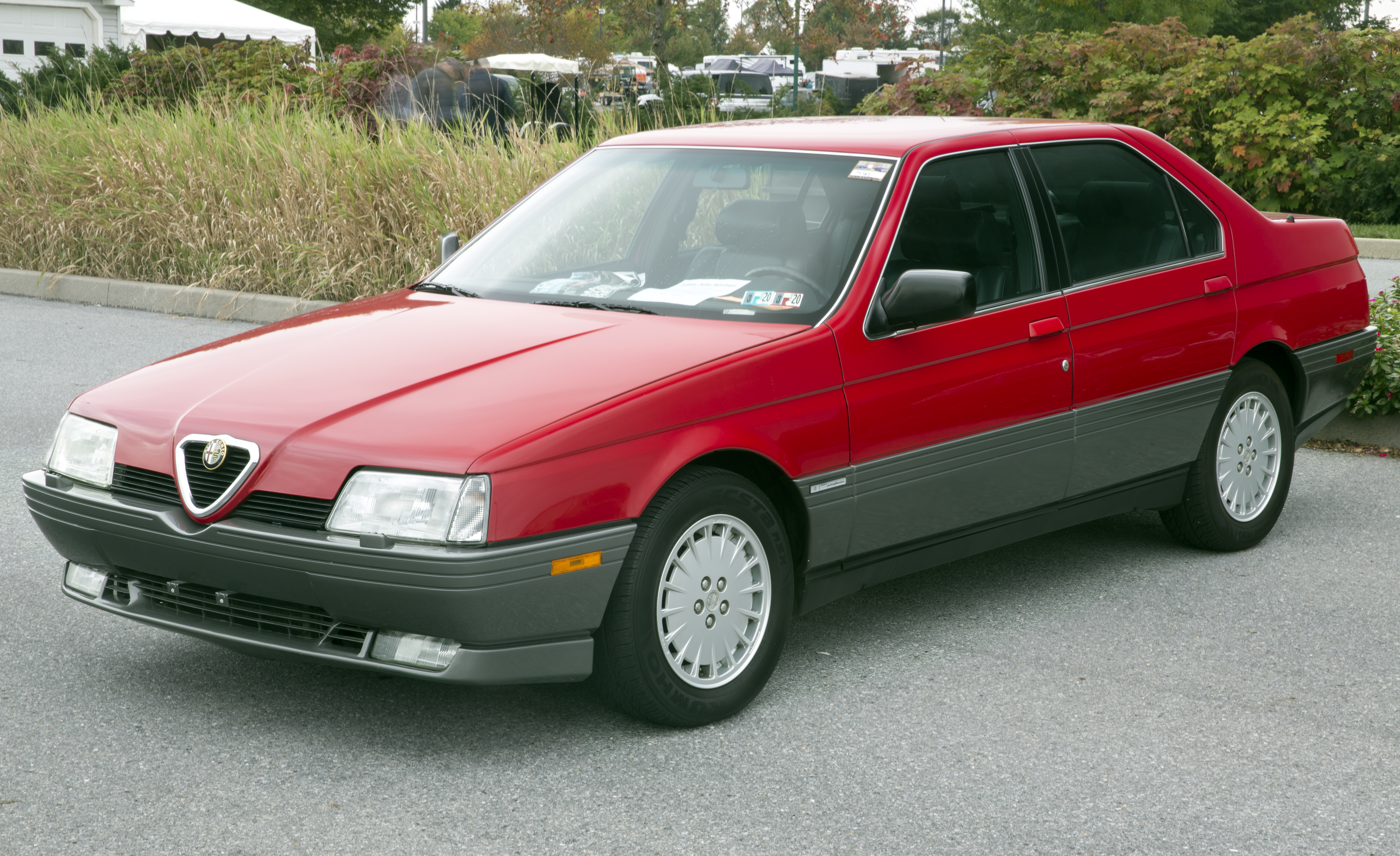
Alfa Romeo 164 (1987-1998)

## En la cultura popular

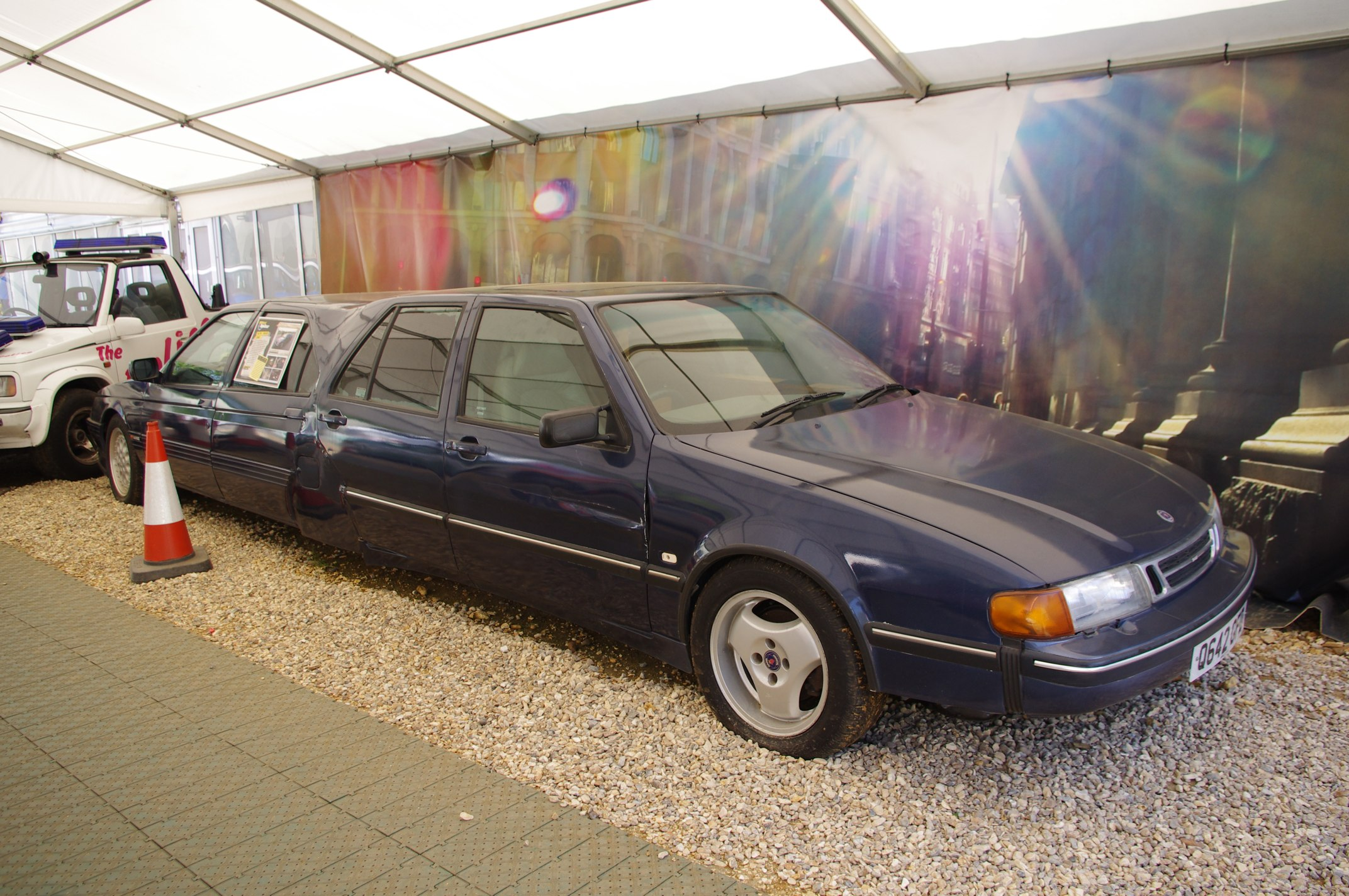
Salfa Romeaab de Top Gear de James May

En el sexto episodio de la novena temporada del programa británico de automovilismo Top Gear, James May soldó las mitades delanteras de un Saab 9000 y un Alfa Romeo 164 para crear una limusina. Comentó que ambos coches deberían ser totalmente compatibles, ya que tenían la misma distancia entre ejes y el mismo suelo. Recibió el apodo de "Salfa Romeaab".